# Патрушевка
Патрушевка (в верховье — Патрушевский канал) — река в Куйбышеве и Куйбышевском районе Новосибирской области России. Впадает в болото у г. Куйбышев. Длина реки до постройки канала составляла 35 км, ныне — 43 км.

## Данные водного реестра
По данным государственного водного реестра России относится к Иртышскому бассейновому округу, водохозяйственный участок реки — Омь, речной подбассейн реки — Омь. Речной бассейн реки — Иртыш.